# HMS C2
HMS C2 – brytyjski okręt podwodny typu C. Zbudowany w latach 1905–1906 w Vickers w Barrow-in-Furness. Okręt został wodowany 10 lipca 1906 roku i rozpoczął służbę w Royal Navy 20 listopada 1906 roku. 
W 1914 roku C2 stacjonował w Sheerness przydzielony do Piątej Flotylli Łodzi Podwodnych (5th Submarine Flotilla) pod dowództwem LCdr. Herberta W. Shovea.
Okręt został sprzedany w październiku 1920 roku i zezłomowany.